# Präsidentschaftswahl in der Republik Zypern 2018
Die Präsidentschaftswahl in der Republik Zypern 2018 fand am 28. Januar (erster Wahlgang) und am 4. Februar (Stichwahl) statt.

## Ergebnis
| Kandidaten                                             | Parteien                           | 1. Wahlgang | 1. Wahlgang | 2. Wahlgang | 2. Wahlgang |
| Kandidaten                                             | Parteien                           | Stimmen     | %           | Stimmen     | %           |
| ------------------------------------------------------ | ---------------------------------- | ----------- | ----------- | ----------- | ----------- |
| Nikos Anastasiadis                                     | Dimokratikos Synagermos            | 137.268     | 35,5        | 215.281     | 56,0        |
| Stavros Malas                                          | Anorthotiko Komma Ergazomenou Laou | 116.920     | 30,2        | 169.243     | 44,0        |
| Nikolas Papadopoulos                                   | Dimokratiko Komma                  | 99.508      | 25,7        |             |             |
| Christos Christou                                      | Ethniko Laiko Metopo               | 21.846      | 5,7         |             |             |
| Giorgos Lillikas                                       | Symmachia Politon                  | 8.419       | 2,2         |             |             |
| Andreas Efstratiou                                     | Parteilos                          | 845         | 0,2         |             |             |
| Charis Aristeidou                                      | Parteilos                          | 752         | 0,2         |             |             |
| Michail Mina                                           | Organosi Agoniston Dikaiosynis     | 662         | 0,2         |             |             |
| Christakis Kapiliotis                                  | Parteilos                          | 391         | 0,1         |             |             |
| Gesamt                                                 | Gesamt                             | 386.611     | 100         | 384.524     | 100         |
|                                                        |                                    |             |             |             |             |
| Ungültige Stimmen                                      | Ungültige Stimmen                  | 9.338       | 2,4         | 22.951      | 5,6         |
| Wähler                                                 | Wähler                             | 395.949     | 71,9        | 407.475     | 74,0        |
| Wahlberechtigte                                        | Wahlberechtigte                    | 550.876     |             | 550.876     |             |
|                                                        |                                    |             |             |             |             |
| Quellen: European Polling Report, Zentraler Wahldienst |                                    |             |             |             |             |